# Paul Lacroix (écrivain)
Pour les articles homonymes, voir Paul Lacroix, Lacroix et Jacob (homonymie).

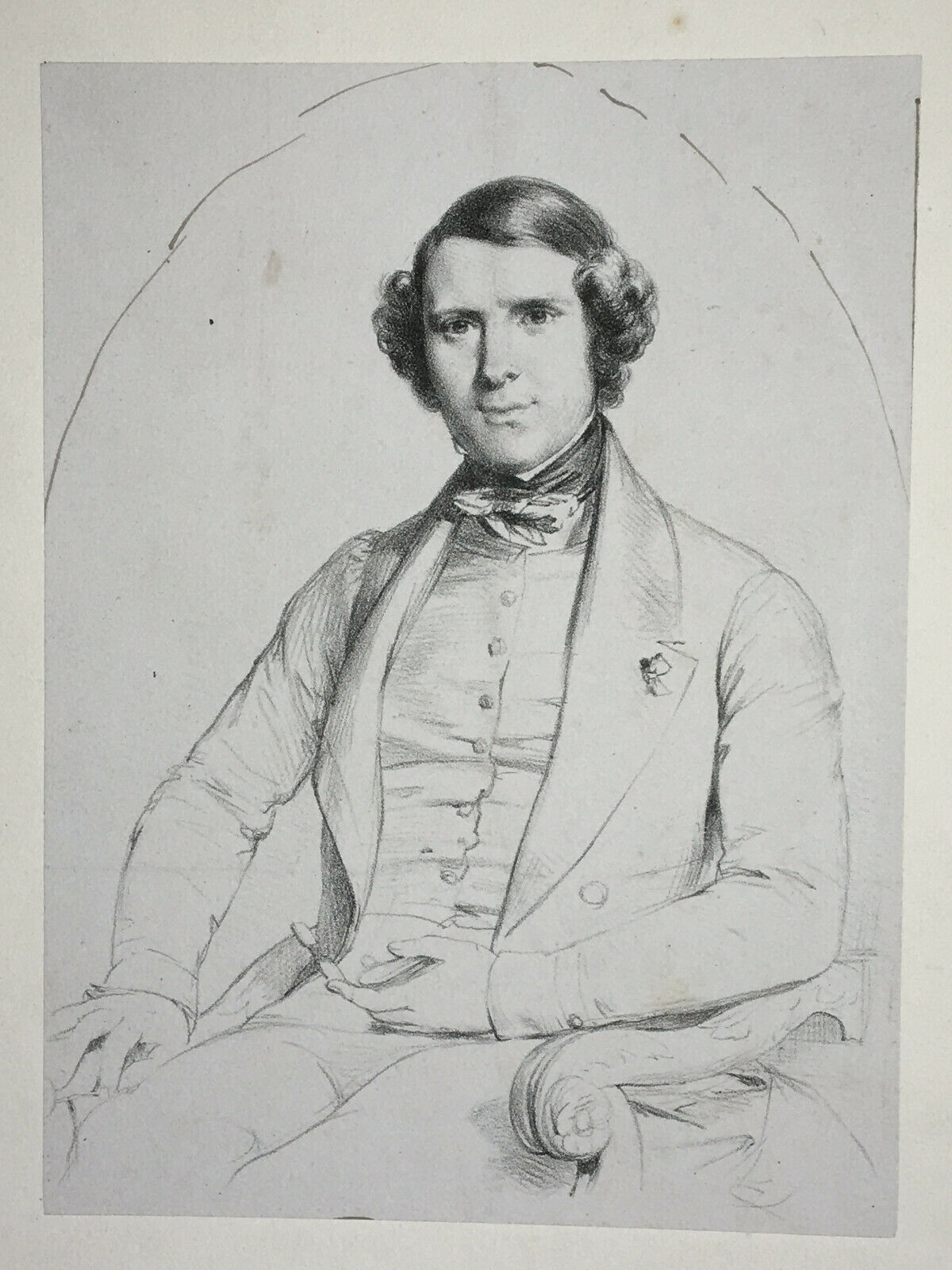
Portrait de Paul Lacroix jeune.

Paul Lacroix, plus connu sous les pseudonymes de P. L. Jacob ou du Bibliophile Jacob, né le 27 février 1806 à Paris et mort le 16 octobre 1884 à Paris 4e en son domicile rue de Sully, dans ses appartements de la bibliothèque de l'Arsenal, est un polygraphe érudit français, conservateur de la bibliothèque de l'Arsenal.

## Biographie
Fils de Jean-Louis Lacroix de Niré, déjà littérateur sur les bancs de l’école, il faisait encore sa philosophie au collège Bourbon lorsqu’il publia son édition de Clément Marot. À l’âge de dix-neuf ans, il présenta au théâtre de l'Odéon plusieurs comédies en vers, qui furent reçues, mais les ennuis qui accompagnent la carrière d’auteur dramatique le découragèrent bientôt, et il cessa en même temps sa collaboration aux journaux de la petite presse, où il s’était fait cependant quelque réputation par de piquantes épigrammes. Il fonda en 1830 le journal le Gastronome.
Menant de front la littérature facile et la littérature difficile, comme on disait alors, il composa d’un côté des romans et de l’autre des livres d’histoire, puis il mêla les deux genres dans plusieurs publications. Ses premiers romans eurent du succès et firent école, malgré les difficultés de lecture qu’offrait l’imitation du vieux langage. La parution de l’Histoire du seizième siècle, remplie de recherches inédites, fut bien accueillie des esprits sérieux. Cette publication valut à l’auteur, à peine âgé de vingt-huit ans, la croix de la Légion d'honneur.
Les romans historiques du Bibliophile Jacob, souvent réimprimés et traduits en plusieurs langues, contribuèrent pour une grande part à propager le goût du Moyen Âge, qui se répandit alors en France et en Europe jusque dans les arts.
Ses publications bibliographiques eurent la même influence sur le goût des livres : il continua à cet égard la mission de Charles Nodier. P. L. Jacob parcourut l’Italie pour rechercher dans les bibliothèques publiques les manuscrits inédits relatifs à l’histoire de France. En 1842, il fonda, avec Théophile Thoré, l’Alliance des Arts, dans le but de faire connaître, par de bons catalogues, les trésors artistiques et littéraires que possédaient les collections particulières, et de servir ainsi les intérêts des amateurs de livres et d’objets d’art. Cet établissement, qui dura jusqu’en 1848, publiait un Bulletin, dont P. L. Jacob avait la direction.
Entre 1847 et 1852, Lacroix fut également, après Auguste Maquet, l’un des nombreux collaborateurs d’Alexandre Dumas, pour qui il rédigea notamment différents plans ou chapitres de romans. Les Mille et Un Fantômes sont, ainsi, à peu de chose près, son œuvre, puisqu’il a fourni les personnages, avec les détails qui les concernaient, le sujet avec ses épisodes et une dernière partie contenant les accessoires. Il lui fournit également la Femme au collier de velours, roman si complet, même comme forme, que les dialogues étaient indiqués. Lacroix a également donné, de vive voix, le plan de la Colombe, composé pendant son voyage en Italie, à Alexandre Dumas qui ne fit que tronquer et en dénaturer la conception. La Tulipe noire est aussi un plan fourni par Paul Lacroix, développé par Maquet, et légèrement retouché par Dumas. Olympe de Clèves revient, au même titre, au Bibliophile ; Dumas en travailla bien un peu les deux premiers volumes mais, comme toujours, il se fatigua avant d’avoir achevé sa tâche, et il fallut terminer pour lui. Ingénue est le dernier ouvrage livré par Lacroix à Dumas. Quand la famille de Rétif de la Bretonne attaqua ce roman comme diffamatoire pour son aïeul, Dumas fut pris au dépourvu car il ne connaissait pas un traître mot de l’affaire ; ce fut Lacroix qui, Dumas ayant renvoyé les plaignants auprès de son mystérieux collaborateur, termina le procès, où le journal le Siècle se trouvait également engagé. Lacroix finit par renoncer à travailler pour Dumas, car il ne put parvenir à se faire payer sa part de collaboration.

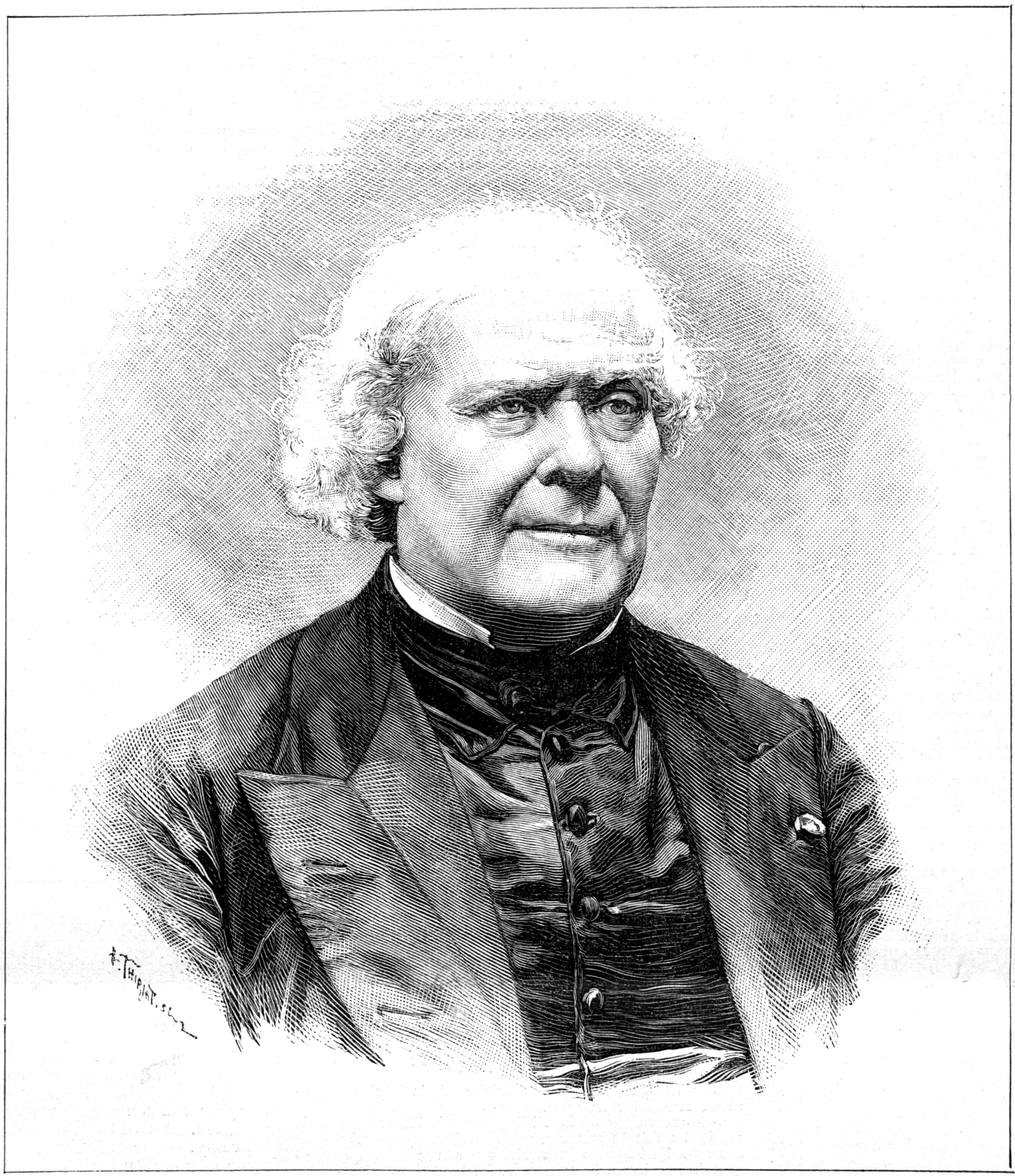
Portrait de Lacroix par Henri Thiriat d’après Charles Gallot.

Nommé membre des comités historiques du ministère de l’Instruction publique, il y est entré en 1858 et en fit partie jusqu’en 1881. Il eut une part active à la plupart des grandes publications qui virent le jour sous les auspices de ces comités.
En 1848, il fut appelé à faire partie de la commission des monuments historiques créée près le ministère de l’Intérieur. Pendant plus de dix ans, il poursuivit la réforme de la Bibliothèque du Roi et proposa un plan de réorganisation de ce grand établissement. En 1855, il fut nommé conservateur de la bibliothèque de l'Arsenal et a notamment rédigé le catalogue de la bibliothèque de Soleinne.
La réunion de ses ouvrages semble représenter la vie de plusieurs hommes. » Il a tant produit, traduit, édité, annoté, que la notice qui le concerne dans le Grand dictionnaire universel du XIXe siècle occupe deux pleines colonnes.
Il publia, avec Henri Martin, une Histoire de France par les principaux historiens.

## Publications
- Directoire, Consulat et Empire. Mœurs et usages, lettres, sciences et arts, Paris, 1885.
- Quand j'étais jeune, souvenirs d'un vieux[5], Paris, E. Renduel, 1833. Lire en ligne
- L'Origine des cartes à jouer, Paris, Techener, 1835 (lire en ligne).
- Bibliothèque de M. G. de Pixerécourt, 1838.
- Galerie des femmes de George Sand, avec 24 gravures de John Henry Robinson, 1842-1843.
- Bibliothèque dramatique de M. de Soleinne, 1843-1845.
- Bibliothèque dramatique de Pont de Vesle, 1846.
- Costumes historiques de la France d’après les monuments les plus authentiques, 1852.
- [Pierre Dufour], Histoire de la prostitution chez tous les peuples du monde depuis l’antiquité la plus reculée jusqu’à nos jours, Bruxelles / Paris, Ferdinand Seré, 1851-1853.
- Histoire politique, anecdotique et populaire de Napoléon III empereur des Français et de la dynastie napoléonienne, 1853, 4 volumes.
- Œuvres complètes de François Villon, nouvelle édition revue, corrigée et mise en ordre avec des notes historiques et littéraires, par P. L. Jacob, Bibliophile, Paris, P. Jannet, 1854.
- Plus Romanesque Aventure de ma vie, Paris, P. Henneton, 1854 (disponible sur Gallica).
- Ballets et Mascarades de Cour, de Henri III à Louis XIV (1581-1652), 1868-1870.
- Vie militaire et religieuse au Moyen Âge et à l’époque de la Renaissance, 1869.
- Aventures de l’abbé de Choisy habillé en femme, 1870.
- Les Arts au Moyen Âge et à l'époque de la Renaissance, Paris, Librairie de Firmin Didot Frères, 1869.
- Mœurs, Usages et Costumes au Moyen Âge et à l’époque de la Renaissance, 1871-1877. Lire en ligne.
- Sciences et Lettres au Moyen Âge et à l'époque de la Renaissance, Paris, Librairie de Firmin-Didot, 1877.
- Œuvres poétiques de Marc-Claude de Buttet, 2 tomes , 1880.
- Recherches historiques sur les maladies de Vénus dans l'antiquité & le moyen âge, A. Blancard, Bruxelles, 1883 : 203 p. Lire en ligne
- Ma République, eaux-fortes d'Edmond-Adolphe Rudaux, Paris, L. Carteret, 1902.
- Suite de la Convalescence du vieux conteur, Paris, Desforges, 1837, 348 p., in-8° (lire en ligne sur Gallica).

### Sources primaires
- Paul Lacroix (notice introductive de Magali Charreire et Marine Le Bail), « Lettres inédites », Littératures, Toulouse, Presses universitaires du Midi, no 75 « Paul Lacroix, « l'homme-livre » du XIXe siècle »,‎ 2016, p. 155-183 (ISSN 0563-9751, DOI 10.4000/litteratures.749, lire en ligne).